# Dynamisk glidflygning

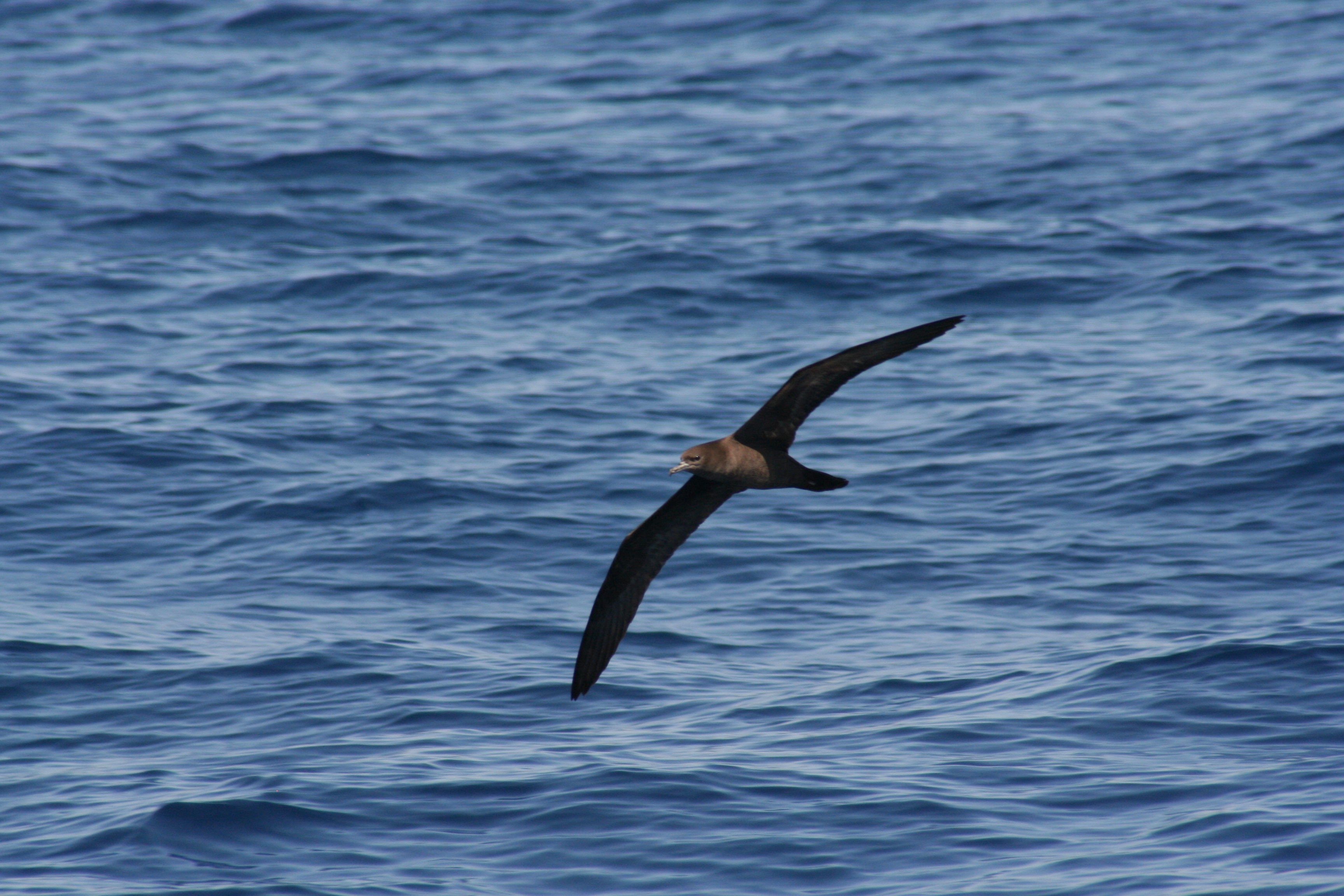
Ett flertal havsfåglar nyttjar dynamisk glidflygning. På bilden ses en ljusfotad lira (Puffinus carneipes).

Dynamisk glidflygning är en glidflygningsteknik för att öka den kinetiska energin genom att upprepade gånger förflytta sig genom luftmassor som har mycket olika horisontell hastighet. Sådana zoner med hög- eller låg vindgradient återfinns oftast mycket nära ytor, som land eller vatten, så tekniken används främst av fåglar, men segelflygare har ibland kunnat använda sig av tekniken i meteorologiskt uppkomna vindar på högre höjd.

## Hos fåglar

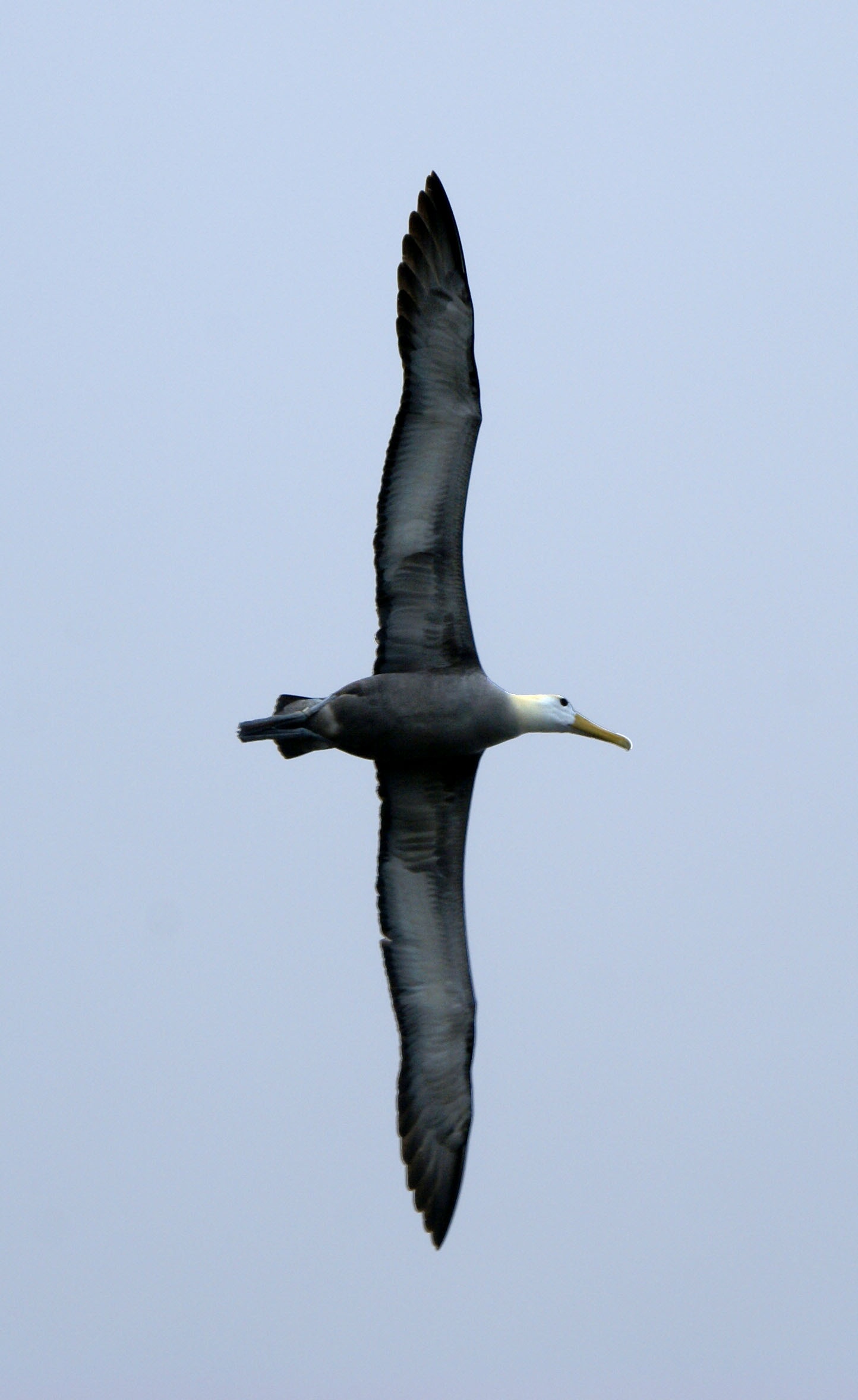
Galápagosalbatross (Phoebastria irrorata).

Många havsfåglar använder sig av dynamisk glidflykt, bland annat liror och labbar, men albatrosser är nog de som är bäst lämpade för denna flygteknik och kan färdas miltals på mycket lite energi. Fåglar som nyttjar tekniken har en skelettstruktur som gör att de kan "låsa" vingarna i uträtt läge, vilket minskar muskelansträngningen.
Flygteknik beskrevs vetenskapligt första gången 1883 av Lord Rayleigh i den brittiska tidskriften Nature.
"...en fågel som inte flaxar med vingarna, antingen under stiltje eller i jämn horisontell vind, kan inte upprätthålla sin höjd för evigt. Under kortare perioder är det möjligt om fågeln från början har en relativ hastighet, men den kommer snart vara uttömd. Därför måste vi förutsätta att när en fågel fortsätter sin kurs under en längre tid utan att flaxa med vingarna så gäller antingen följande:
1. att kursen inte är horisontell,
2. att vinden inte är horisontell, eller
3. att vinden inte är jämn."

I första fallet beskriver Rayleigh glidflykt, det andra beskriver statisk glidflykt genom termik, lävågor eller hangvind, och det senare beskriver dynamisk glidflykt.
I ornitologiska talar man om "lirflykt" eller också säger man att havsfågeln "bågar", på grund av att fågeln i förhållande till horisonten ser ut att ta sig över havet i flacka bågar. Under denna flygteknik använder sig fåglarna av en kombination av dynamisk glidflykt, lävågor och hangvind.